# Três Marias (tiểu vùng)
Três Marias là một tiểu vùng thuộc bang Minas Gerais, Brasil. Tiều vùng này có diện tích 10509 km², dân số năm 2007 là 88476 người.